# Caso Cassandra
Caso Cassandra es el nombre mediático que recibió la causa judicial abierta contra Cassandra Vera Paz (Águilas, 3 de noviembre de 1995), una estudiante de historia denunciada en 2016 por unos mensajes en la red social Twitter alusivos a Luis Carrero Blanco, presidente del Gobierno español durante la dictadura franquista, y al atentado terrorista que acabó con su vida en 1973. En 2017 fue condenada por la Audiencia Nacional a un año de prisión y siete de inhabilitación, pero la sentencia fue anulada en 2018 por el Tribunal Supremo.El caso recibió numerosas críticas jurídicas y políticas, y fue señalado como ejemplo de los problemas de la «ley mordaza».

## Cronología

### Operación Araña
Entre 2013 y 2016, desde su cuenta en Twitter, Cassandra publicó una serie de mensajes acerca del atentado mortal perpetrado por ETA el 20 de diciembre de 1973 contra el presidente del Gobierno de la dictadura franquista Luis Carrero Blanco. A raíz de una de las redadas de la Operación Araña del Servicio de Información de la Guardia Civil, se denunciaron los tuits de Cassandra —a partir del día que cumplió 18 años— por injurias a las víctimas del terrorismo.El caso se produjo en paralelo a otros similares contra mensajes de humor negro de Guillermo Zapata o Facu Díaz, también absueltos, César Strawberry y Valtònyc, condenados, o el llamado «caso Titiriteros».

### Audiencia Nacional

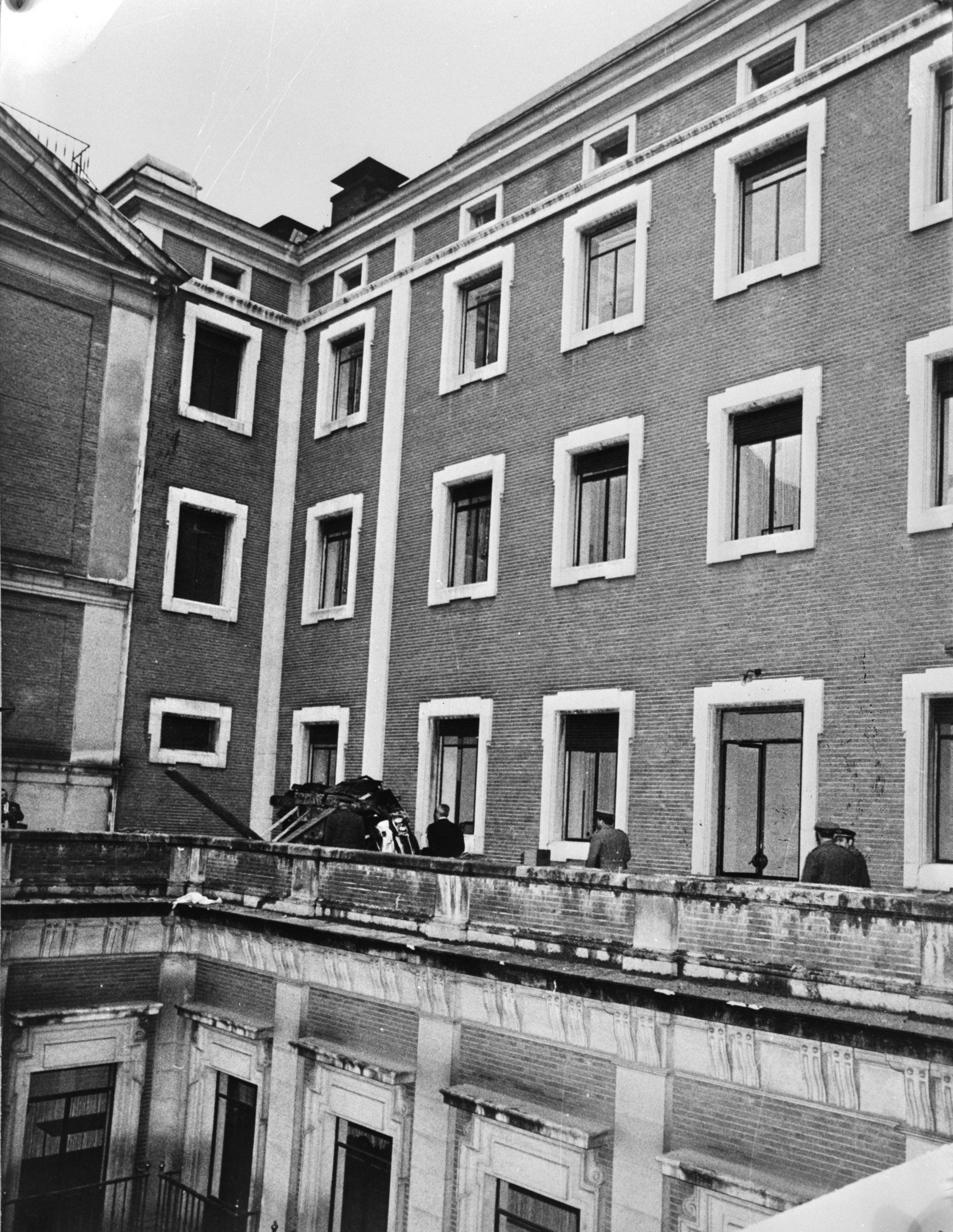
Vehículo de Carrero Blanco tras el atentado

Los trece tuits denunciados que constan en el sumario fueron:

- «ETA impulsó una política contra los coches oficiales combinada con un programa espacial».
- «Película: 'A tres metros sobre el cielo'. Producción: ETA films. Director: Argala. Protagonista: Carrero Blanco. Género: Carrera espacial».
- «Kissinger le regaló a Carrero Blanco un trozo de la luna, ETA le pagó el viaje a ella».
- «Si hacer chistes de Carrero Blanco es enaltecimiento del terrorismo...».
- «Perdone usted, @GcekaElectronic, un respeto por el gran Carrero, la estación internacional de la ETA puso todo su esfuerzo».
- «¿Ya no puedo hacer chistes de Carrero Blanco?»
- «Elecciones el día del aniversario del viaje espacial de Carrero Blanco. Interesante».
- «Spiderman VS Carrero Blanco».
- «¿Carrero Blanco también regresó al futuro con su coche? #RegresoAlFuturo».
- «Feliz 20 de diciembre». (Con la foto del atentado contra Carrero Blanco.)
- «20D». (Con el montaje de un astronauta con la cara de Carrero Blanco en la superficie lunar.)
- «URSS VS SPAIN. URSS vs SPAIN. URSS Yuri Gagarin VS SPAIN Carrero Blanco».
- «Contigo quiero volar / para poder verte desde el cielo / en busca de lo imposible / que se escapa entre mis dedos». (Con una imagen que recrea la trayectoria ascendente del vehículo de Carrero Blanco.)

El 13 de septiembre fue a declarar ante el juez instructor con su abogado de oficio, del que prescindió posteriormente debido a su pretensión de basar la defensa en una supuesta enajenación mental relacionada con la condición de transgénero de la investigada, así como haberse declarado admirador de Carrero Blanco.  Cassandra, por medio del despacho BGD Abogados, que aceptó llevar la defensa del caso de forma Pro Bono, decidió entonces plantear su defensa desde el derecho a la libertad de expresión y la intención humorística de sus tuits.
El 29 de marzo de 2017 fue condenada por la Audiencia Nacional, al considerar que los mensajes publicados constituían desprecio, deshonra y burla a las víctimas del terrorismo y a sus familias. Cassandra recibió apoyos de asociaciones e individuos en defensa de la libertad de expresión, entre ellos la carta de una nieta de Carrero Blanco. No obstante, el tribunal, formado por Juan Francisco Martel Rivero –ponente–, Teresa Palacios y Carmen Paloma González, la condenó a un año de prisión, con accesoria de inhabilitación de un año para el ejercicio del derecho de sufragio pasivo y siete años de inhabilitación absoluta, además del abono de las costas procesales y la retirada de los mensajes, por humillación a las víctimas y enaltecimiento del terrorismo. El fiscal Pedro Martínez Torrijos pedía dos años y seis meses de prisión, y ocho años y seis meses de inhabilitación absoluta.

### Tribunal Supremo
La sentencia fue recurrida ante el Tribunal Supremo aduciendo una serie de motivos:
1. Por violación del artículo 20 de la Constitución española, por vulneración del artículo 19 de la Declaración Universal de Derechos Humanos y del artículo 11 de la Carta de los Derechos Fundamentales de la Unión Europea, donde se consagra el derecho a la libertad de expresión.
2. Por violación del artículo  24.2 de la Constitución española, de presunción de inocencia, al no haberse practicado prueba de cargo suficiente.
3. Por infracción de ley por la indebida aplicación del artículo 578 del Código Penal –de exaltación del terrorismo y humillación a las víctimas del terrorismo, introducido por la Ley Orgánica 7/2000, de 22 de diciembre– sin motivación suficiente.
4. Por infracción de ley, a tenor del artículo 579bis del Código Penal, al producirse inobservancia de las circunstancias personales, el contexto y el contenido propio de Twitter.
5. Por infracción de ley por indebida aplicación del artículo 14.3 del Código Penal, por inaplicación del error invencible y de la doctrina del error vencible.
6. Por infracción de ley por error manifiesto en la apreciación de la prueba aportada por la defensa.

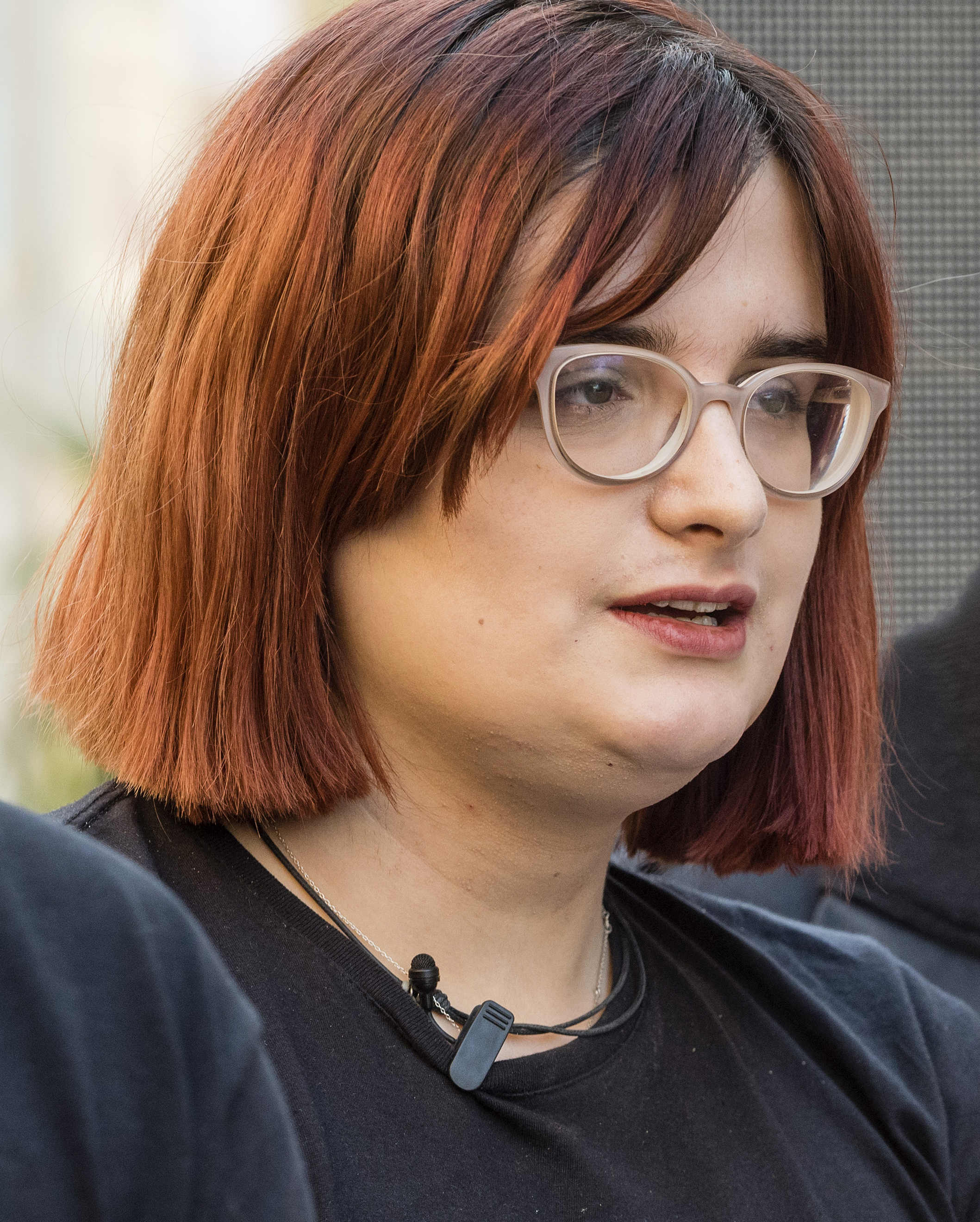
Cassandra Vera en 2018 durante un evento a favor de la libertad de expresión organizado por Omnium Cultural.

La fiscalía impugnó todos los puntos, pero el 26 de febrero de 2018, el Tribunal Supremo estimó el recurso de casación y anuló la sentencia de la Audiencia Nacional por infracción de ley, rechazando el motivo segundo pero aceptando el motivo tercero y considerando, así pues, innecesario examinar los restantes motivos. El Supremo concluyó que la repetición de «chistes fáciles y de mal gusto [...] es reprochable social e incluso moralmente en cuanto mofa de una grave tragedia humana, pero no resulta proporcionada una sanción penal». La sentencia añade que se trata «de chistes ya conocidos [...] en los que se juega, en clave de humor, con la forma singular en que se perpetró el atentado, [...] sobre el hecho de que el vehículo surcara el espacio y acabara cayendo dentro de un edificio [...] no contienen ningún comentario ácido contra la víctima del atentado ni expresan frases o comentarios hirientes, lacerantes o ultrajantes contra su persona, [...] en un contexto muy especial [...] por la circunstancia relevante de que el atentado objeto de mofa o burla ha tenido lugar hace ya 44 años, tiempo más que suficiente para considerarlo como un suceso histórico. [...] De tal forma que [...] no parece que estemos ante un caso que requiera una respuesta del sistema penal, al no estimarla aquí como una reacción adecuada y proporcionada». El ponente de la sentencia fue el magistrado Alberto Jorge Barreiro, que formaba parte del tribunal junto con los magistrados Andrés Martínez Arrieta, Miguel Colmenero, Antonio del Moral García y Ana Ferrer.

## Reacciones
La condena tuvo eco en la prensa internacional y una oposición pública de partidos como Izquierda Unida o Podemos. Izquierda Unida replicó desde su cuenta oficial en Twitter los mensajes por los que se condenó a Cassandra. Asimismo, distintos juristas y periodistas criticaron el caso como restrictivo de la libertad de expresión, pidiendo cambios en la recientemente aprobada «ley mordaza». En las redes sociales se creó el hashtag de apoyo #YoSoyCassandra, que se convirtió en trending topic y en el que miles de cuentas replicaban chistes sobre Carrero Blanco como medio para reivindicar la libertad de expresión.
El tratamiento de Cassandra por parte de la fiscalía y la Audiencia también motivó acusaciones de transfobia, puesto que insistieron en hacer uso de su deadname y, en el caso de la fiscalía, la acusaron de ocultarse tras un «pseudónimo» en las redes, en referencia a su nombre femenino. La asociación Arcópoli elevó una queja al respecto, y otras organizaciones LGTB+ y el partido Compromís mostraron su apoyo al respecto a la tuitera.